# グアム
座標: 北緯13度27分 東経144度47分 / 北緯13.450度 東経144.783度

グアム準州
Territory of Guam

地域の標語：Where America's Day Begins
（アメリカの一日が始まる場所）
地域の歌：Fanohge Chamoru（グアムの国）

グアム（英語: Guam、チャモロ語: Guåhån）は、太平洋にあるマリアナ諸島南端の島。アメリカ合衆国の準州。
1898年の米西戦争からアメリカ合衆国の海外領土。第二次世界大戦下で1941年から1944年にかけて日本軍が占領統治し、「大宮島（おおみやとう）」と呼ばれた。

## 地理

マリアナ諸島およびミクロネシア最大の島で、その南西端に位置する。海底火山によって造られた。北部は珊瑚礁に囲まれた石灰質の平坦な台地で、南部は火山の丘陵地帯である。最高所はラムラム山で標高406m。

### 地名
- ハガニア （チャモロ語・英語 Hagåtña、旧称 Agana、日本語 明石、スペイン語 Agaña） ：グアムの首都
- アガット （チャモロ語 Hagat、英語 Agat、日本語 昭和）
- アサン （チャモロ語 Assan、英語 Asan、日本語 朝井）
- イナラハン （チャモロ語 Inalåhan、英語 Inarajan、日本語 稲田）
- メリッソ （チャモロ語 Malesso'、英語 Merizo、日本語 松山）
- ピティ （英語 Piti、日本語 港町）
- サンタ・リタ （チャモロ語 Sånta Rita、英語 Santa Rita、旧称 Sumay、日本語 須磨）
- タロフォフォ （チャモロ語 Talo fo' fo'、英語 Talofofo、日本語 太郎）
- タモン （チャモロ語 Tomhom、英語 Tumon、日本語 富田）
- ウマタック （チャモロ語 Humåtak、英語 Umatac、日本語 馬田） ：1521年にマゼランが上陸
- タムニング
- マンギラオ

### 気候
海洋性熱帯気候に属しており、年間を通して高温多湿。「常夏」といわれ、ほぼ1年中海水浴が楽しめる。6 - 12月が雨季、1 - 5月が乾季。雨季にはスコールが降る。年間平均気温は約27℃。ケッペンの気候区分では熱帯モンスーン気候(Am)と熱帯雨林気候(Af)の境に位置する。
| 月                                                | 1月          | 2月         | 3月         | 4月         | 5月          | 6月          | 7月           | 8月           | 9月           | 10月          | 11月         | 12月         | 年              |
| ------------------------------------------------- | ------------ | ----------- | ----------- | ----------- | ------------ | ------------ | ------------- | ------------- | ------------- | ------------- | ------------ | ------------ | --------------- |
| 最高気温記録 °C （°F）                            | 34 (94)      | 34 (93)     | 34 (93)     | 36 (96)     | 34 (94)      | 35 (95)      | 35 (95)       | 34 (94)       | 34 (93)       | 34 (93)       | 33 (92)      | 33 (91)      | 36 (96)         |
| 平均最高気温 °C （°F）                            | 29.6 (85.2)  | 28.7 (83.6) | 30.1 (86.2) | 30.8 (87.4) | 31.6 (88.8)  | 31.6 (88.8)  | 31.1 (88.0)   | 30.8 (87.5)   | 30.9 (87.6)   | 31.1 (87.9)   | 31 (87.8)    | 30.4 (86.8)  | 30.9 (87.6)     |
| 日平均気温 °C （°F）                              | 26.9 (80.4)  | 26.7 (80.1) | 27.3 (81.2) | 28.1 (82.5) | 28.3 (83.0)  | 28.4 (83.1)  | 27.9 (82.3)   | 27.7 (81.9)   | 27.7 (81.9)   | 27.9 (82.2)   | 28 (82.4)    | 27.6 (81.6)  | 27.71 (81.88)   |
| 平均最低気温 °C （°F）                            | 23.4 (74.2)  | 23.2 (73.8) | 24.1 (75.3) | 24.7 (76.5) | 25.2 (77.3)  | 25.2 (77.4)  | 24.7 (76.5)   | 24.6 (76.3)   | 24.5 (76.1)   | 24.8 (76.6)   | 24.9 (76.9)  | 24.6 (76.3)  | 24.6 (76.3)     |
| 最低気温記録 °C （°F）                            | 19 (66)      | 18 (65)     | 19 (66)     | 20 (68)     | 21 (70)      | 21 (70)      | 21 (70)       | 21 (70)       | 21 (70)       | 19 (67)       | 20 (68)      | 20 (68)      | 18 (65)         |
| 降水量 mm （inch）                                | 100.6 (3.96) | 96 (3.78)   | 59.7 (2.35) | 72.1 (2.84) | 108.7 (4.28) | 196.9 (7.75) | 290.8 (11.45) | 406.4 (16.00) | 344.9 (13.58) | 298.2 (11.74) | 205.2 (8.08) | 158.5 (6.24) | 2,338.1 (92.05) |
| 平均降水日数 （≥0.01 in）                         | 18.8         | 15.7        | 16.8        | 17.0        | 19.3         | 22.6         | 24.7          | 25.3          | 24.3          | 25.1          | 23.4         | 22.1         | 254.9           |
| 平均月間日照時間                                  | 176.7        | 186.0       | 217.0       | 213.0       | 220.1        | 195.0        | 155.0         | 142.6         | 132.0         | 133.3         | 135.0        | 142.6        | 2,048.3         |
| 出典1：NOAA (normals)                             |              |             |             |             |              |              |               |               |               |               |              |              |                 |
| 出典2：Hong Kong Observatory (sun only 1961–1990) |              |             |             |             |              |              |               |               |               |               |              |              |                 |

## 歴史

### 古代
グアム島に人類が住み着いたのは紀元前3000年～2000年頃で、東南アジア系民族チャモロ人がマレーシアやインドネシア、フィリピンから航海カヌーに乗って移住してきたことに始まると考えられる。そのことはラッテストーンと呼ばれる古代チャモロ遺跡が残存していることでわかる。

### スペイン植民地化
1521年にポルトガルの探検家マゼランがヨーロッパ人として初めてグアム島に到達。1565年にレガスピが来島してスペインの領有を宣言し植民地となり、フィリピンのマニラとメキシコのアカプルコを結ぶ航路が1568年に開かれ、スペインの大型船ガレオン船が太平洋を行き来するようになり、1年に1度6月ごろロタやグアム周辺に現れ、チャモロと物々交換を行った。
1668年にスペインのカトリック教会使節サン・ビトレスを中心としたイエズス会がカトリック教会の布教活動のため訪れるようになった。先住民はチャモロであるが、サイパンを含む北マリアナ諸島から移住させられたチャモロが多数いた。
しかし、宣教師が祖霊崇拝を始めとするチャモロ人の伝統的な習慣や文化を厳しく禁止したため、不満を持つチャモロ人も多く、その不満は1669年のスペイン・チャモロ戦争として現れた。キリスト教に反抗的な村は全て焼き払われ、10万人いたとされるチャモロ人が5000人以下に激減した。そして、以降は目立った反抗はなくキリスト教文化が定着するようになったといわれている。

### アメリカによる占領と支配
1898年にアメリカとスペインの間で勃発した米西戦争にアメリカが勝利し、同年のパリ条約によりグアム島はフィリピン、プエルトリコとともにアメリカ合衆国に割譲され、植民地支配下におかれた。アメリカはスペイン同様に現地の文化や風習を無視してグアムのアメリカ化を進めるなど、植民地支配を推し進めた。

### 日本による占領

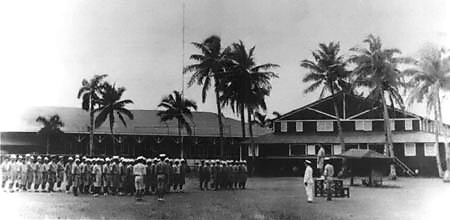
グアムを占領する日本海軍将兵

1941年12月8日、太平洋戦争が勃発。大日本帝国海軍は真珠湾攻撃の5時間後（日本時間午前8時30分）に、グアムへの航空攻撃を開始し、2日後に日本軍がアメリカ軍を放逐し、島名を「大宮島」と改名して大日本帝国領土とし、その後2年7か月にわたり占領した。
1944年7月、グアムの戦いでアメリカ軍が奪還した。以後アメリカ軍は日本軍が使用していた基地を拡張し、戦争終結までの間日本列島への爆撃拠点として使用した。

### アメリカの再占領と支配

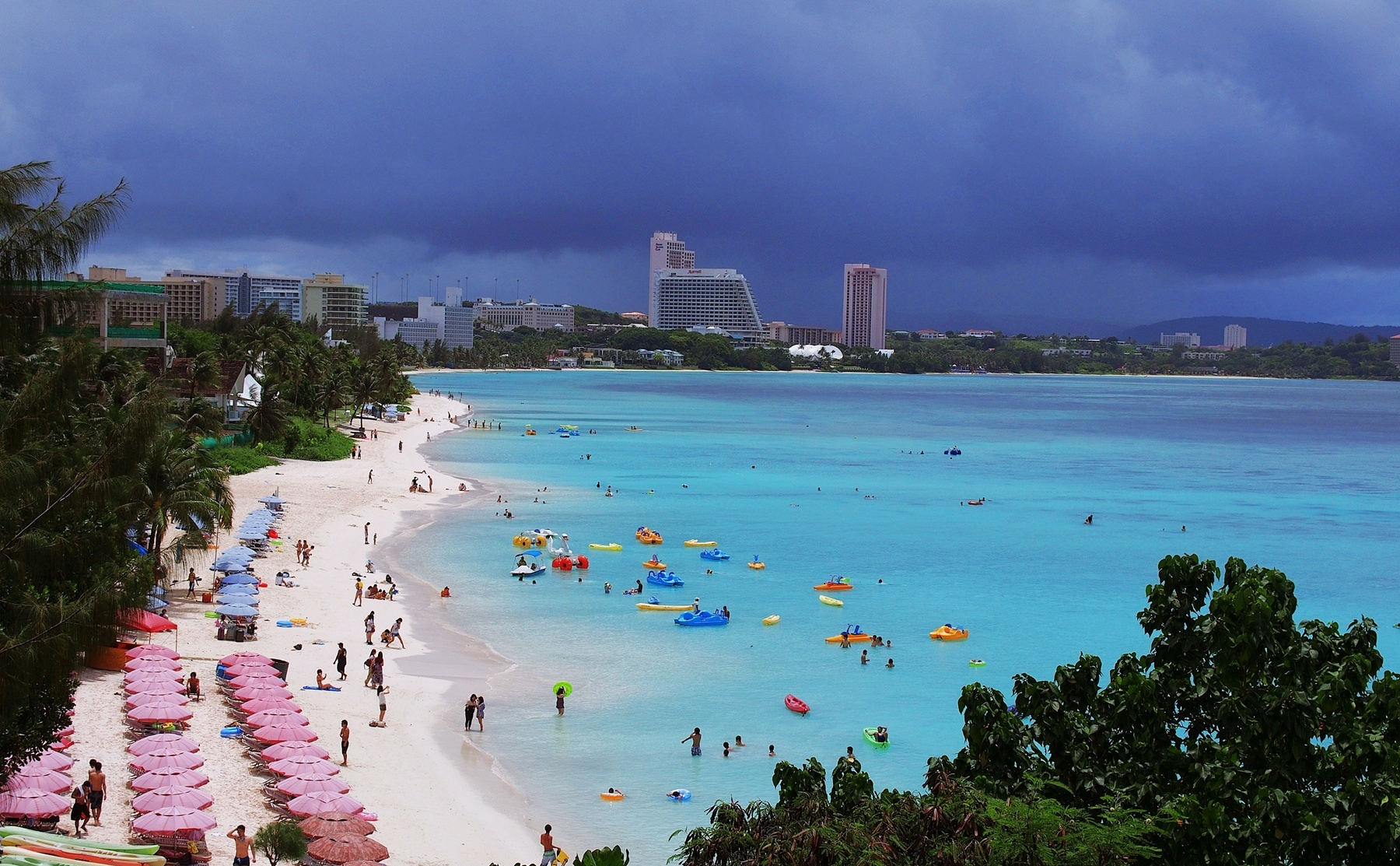
タモン湾のホテル

1945年に終戦を迎えるとアメリカ軍により収容所が作られ、南方から移送されてきた日本軍兵士らの一部を収容した。
1950年にアメリカ合衆国議会で成立した「グアム自治基本法」（Organic Act of Guam）によってグアムは主権に制限を受けており、米連邦法上は「アメリカ合衆国自治的・未編入領域 (organized unincorporated territory)」である。米連邦政府の所有物であるという政治的地位となり、事実上グアムは米国の「植民地」という状態の中で、カールトン・スキナー（Carlton S. Skinner）が初の民間人知事となった。
第二次世界大戦の終戦後も、現在に至るまでアメリカ軍の太平洋戦略上重要な基地のひとつとしてグアム島は活用され、ベトナム戦争の際も北爆に向かう爆撃機の拠点として使用され、アメリカ軍が経済に与える影響も大きい。
1953年には、戦没者遺骨収集を行っていた日本丸が島に寄港した。
1960年代後半以降は、日本からの観光客を中心とした観光地およびリゾート地として発展を遂げ、ホテルやレストラン、免税店などが立ち並ぶ。1990年代以降日本からの観光客は減ったが、2000年代以降は大韓民国や中華民国からの観光客が増加し、現在は経済面では日本などの海外からの外国人観光客による収入が重要な位置を占めている。

### 改名問題

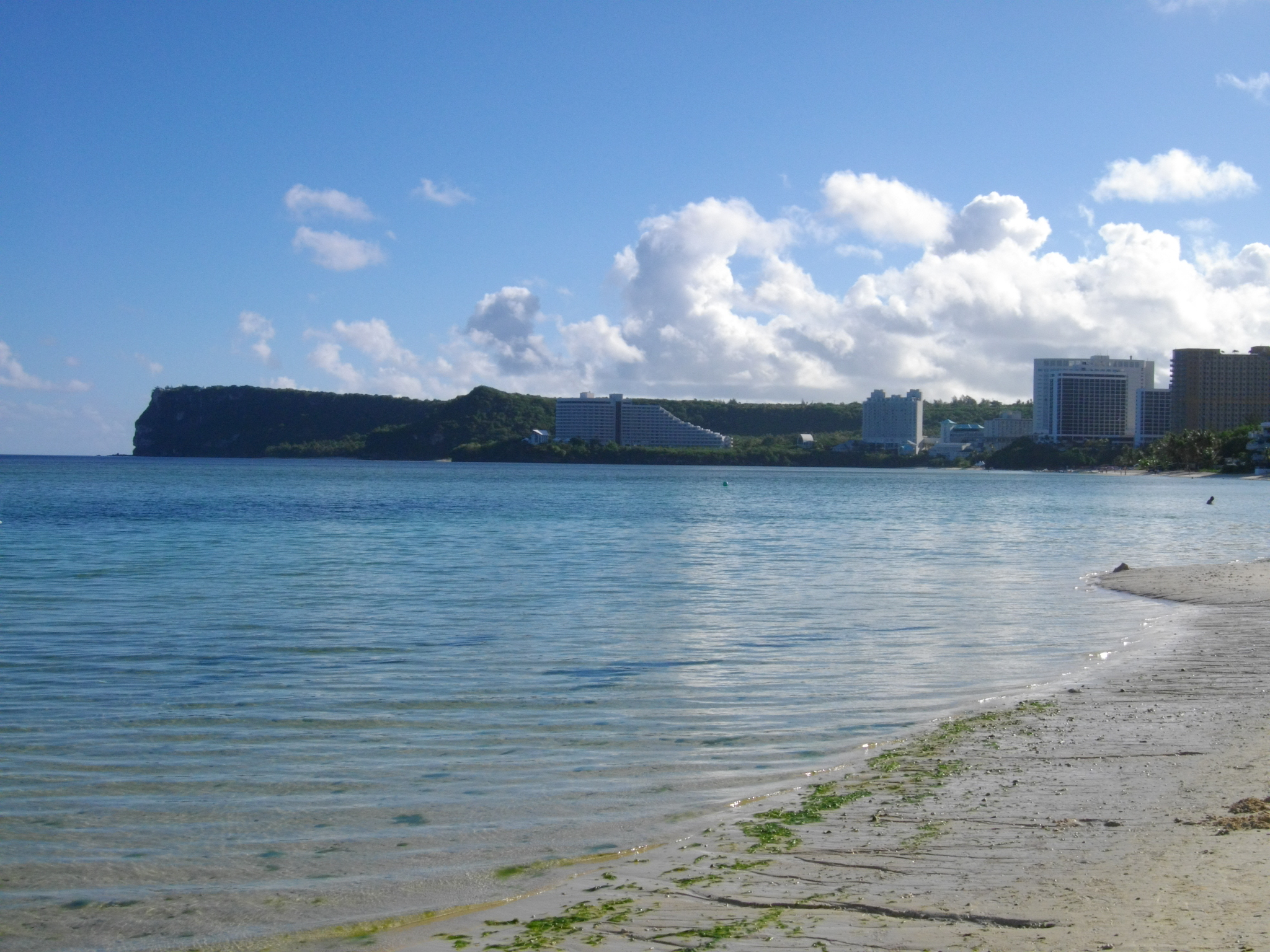
タモン湾越しに望む恋人岬

準州知事フェリクス・カマチョは2010年2月15日、演説の最後に、グアムの呼称を以前の「Guahan」に変えるように呼びかけた。同日、カマチョは島名を変更する政令を出した。カマチョは同時に自らを「Guahanの知事」と呼び始めた。
歴史家のToni Ramírez（グアム公園保養局文化財保護所）によると、Guahanとは「我々のもの」("we have")もしくは「所有している場所」("a place that has")を意味し、島の川や天然資源を指して使用した。川や天然資源はミクロネシアの他の諸島では比較的希少なものであったと言う。
Guahan或いはGuajánは、1521年から1898年の間に島名として広く使用されていた。しかし、グアム、そしてGuahanという名前は両方とも歴史文書や地図に数百年も遡って見出されると言うのが、Peter Onedera（グアム大学チャモロ語教授、歴史家）による見解である。初代グアム知事を務めたリチャード・P・リアリー提督は1900年、「グアム」を採用したが、それは彼が「グアムの小島」と読んだからである。
知事2期目を務めるカマチョ（グアムにて3選はできない）は2011年にはグアム政府から引くことになる。彼は演説の最後にて、改名は知事の遺産として基盤とし、歴史上自分が改名路線の固定化を為すべき立場にある旨を説明した。彼はGuahanへの改名が明確な独自性とチャモロ文化の遺産を再認識させることになるだろうと論じた。カマチョの政令は次のように明確に述べている。「チャモロ語の使用を広め、歴史的、文化的な連携を島にもたらすよう邁進しよう」。政令は今回は地方のグアム政府機関、公式のやり取り、商業取引、標識にのみ適用される。しかし、カマチョは地域社会の指導層、財界、議員達にGuahanの名を同じように採用させることに関心を持っている。カマチョは更に、法的にも改名を実施するためグアム立法院で法案331号を提案すると発表した。政令には政府機関が変更する際の猶予期限がないが、これは景気後退が長引いているため、準州政府の時間的、金銭的負担を軽減するためである。改名は新しい便箋を発注する際など都合のよい時になされるべきだと言う。
変更案に対する反応は議員と住民共に複雑なものだった。立法院のJudith Won Pat議長は、改名がグアムにてこれまで認識されてきた独自性の喪失を、回復するのに役立つことに留意した。彼女はメディアに「これは人々が自分達が何者なのかを知ろうとし、彼らの独自性を見つけようと望む世代が世界中に広がっているということです。これはとても重要なことであり、グアムでも同じです」と語った。作家で元立法院議員のKatherine Aguonは政令が出る少し前にチャモロ語－英語辞典を出版したが、改名を支持する一方で、どんな提案でもグアム有権者の信認を得なければならない旨を強調した。
グアムの名が改名されると、経済的な影響が考えられる。エディー・カルヴォは2010年の知事選の共和党候補者であるが、政令を支援するためには標識、文書、広告の改名の際の費用を考慮しなければならない点に注意を向けている。グアム政府観光局(Guam Visitors Bureau,GVB)は、何百万ドルもの予算を消費して主要な観光客やビジネス客に対してこの島の現在の名前、グアムを商標として使い、改名問題が惹起した頃に新しいキャンペーンをはじめた。そのキャンペーンでは「私たちはグアムです」("We Are Guam")と銘打った。全ての道路標識と歓迎の看板を変更する費用は文書や観光キャンペーンと同じように見積もる必要性が指摘されている。

### 新型コロナウイルスの感染拡大
2020年、アメリカ本土で新型コロナウイルス感染症が拡大すると、同年3月14日、知事が公衆衛生緊急事態を発令。3月20日には住民に在宅を強いる「ステイホーム令」を発令し、事実上のロックダウンに踏み切った。その後、感染拡大には歯止めがかかり規制は一時的に緩和されたが、8月14日にはステイホーム令が再開。12月初旬には人口約16万6000人の島内の累計感染者は約7000人に達した。島外からの旅行者には14日間の強制隔離を課して締め出していたものの、アメリカ軍基地で働く建設関係者は検疫や隔離が免除されており、結果的に彼らが第二波の引き金を引くこととなった。

## 政治

### アメリカ合衆国での地位
アメリカ合衆国の準州であり、国家元首はアメリカ合衆国大統領。なお住民は大統領選挙の投票権を有していない。ストローポール（擬似投票）が行われるが、選挙結果には反映されないため、事実上の植民地という意見もある。
1968年以降は公選によって選ばれた知事が内政執行にあたる。グアム議会が形成されており、議会は立法院のみの一院制。1972年以降、合衆国議会下院に、本会議での議決権のない代表を1名選出している。自主憲法草案が上程されたが、1979年の住民投票で否決された。現在でも国際連合非自治地域リストに掲載されている。
新型コロナウイルス感染症の発生時には、連邦政府からグアム準州政府に弔慰金が支払われるなど、一定の配慮があった。

### コモンウェルスへの昇格運動
隣接する北マリアナ諸島が信託統治を経て1978年に実質的なコモンウェルス（自治連邦区）となったことを受けて、グアムでは1980年代から1990年代前半にかけて、プエルトリコや北マリアナ諸島と同様の自治のレベルを付与したコモンウェルスに向けた重要な推進運動があり、1982年には住民投票を実施してこの方針を決定した。 しかしながら、連邦政府はグアム準州政府の提案したコモンウェルスへの変更を拒否し、理由として改正案の条項がアメリカ合衆国憲法の領域条項（Territorial Clause , Art. IV, Sec. 3, cl. 2)と両立する内容ではないことを挙げた。加えて連邦政府との折衝に6年もの時をかけ、（The Draft Commonwelth Act of 1988）を提出し本格的な交渉を開始したのは1988年であった。
これに対して運動は徐々にアメリカ本国からの政治的独立、国家としての独立、唯一の独自領土として北マリアナ諸島との連合、或いは現在合衆国の一州となっているハワイとの連合に軸足を置きつつある。一方で、中島洋のように、コモンウェルスが外交権を持たないことや、独立した場合の財政援助面での不利、連邦政府・議会との交渉を通じて内政での自治権を徐々に拡充しつつある点などを挙げて否定的に見る向きもある。
2003年より2011年1月まで2期に渡りフェリクス・カマチョが知事を務めたが、カマチョは北マリアナとの連合を目指していた。

### 軍事

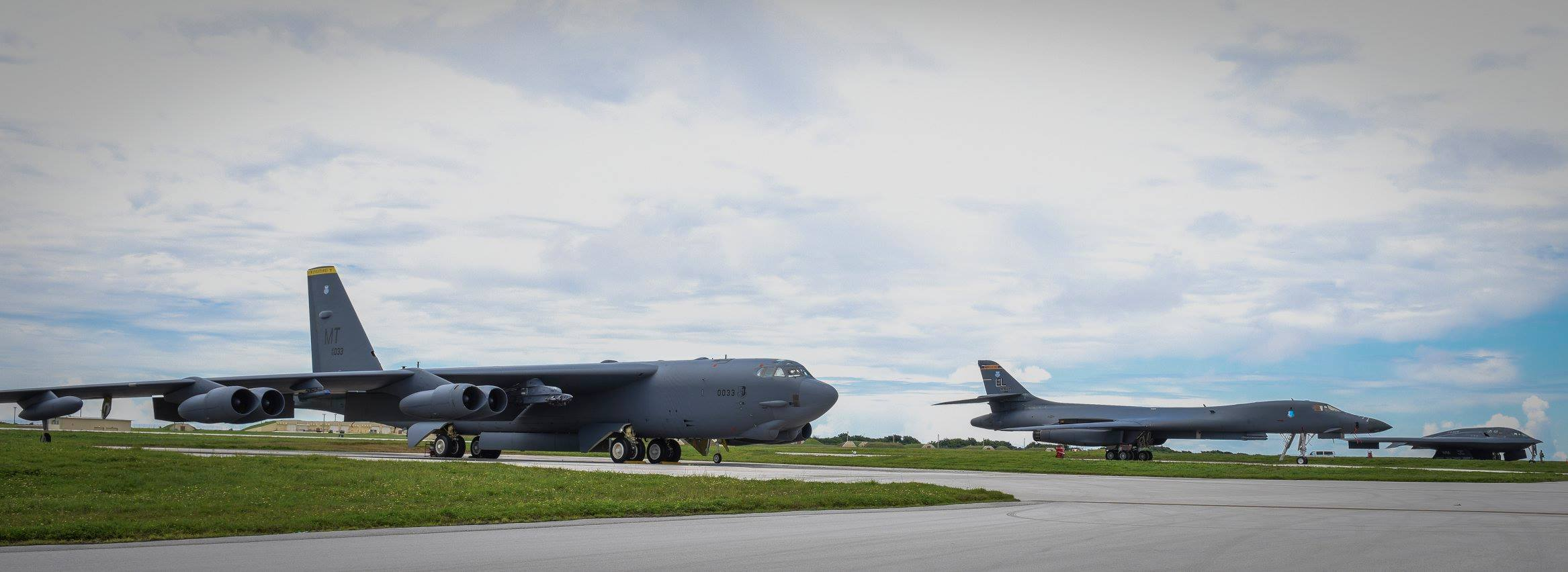
アンダーセン空軍基地

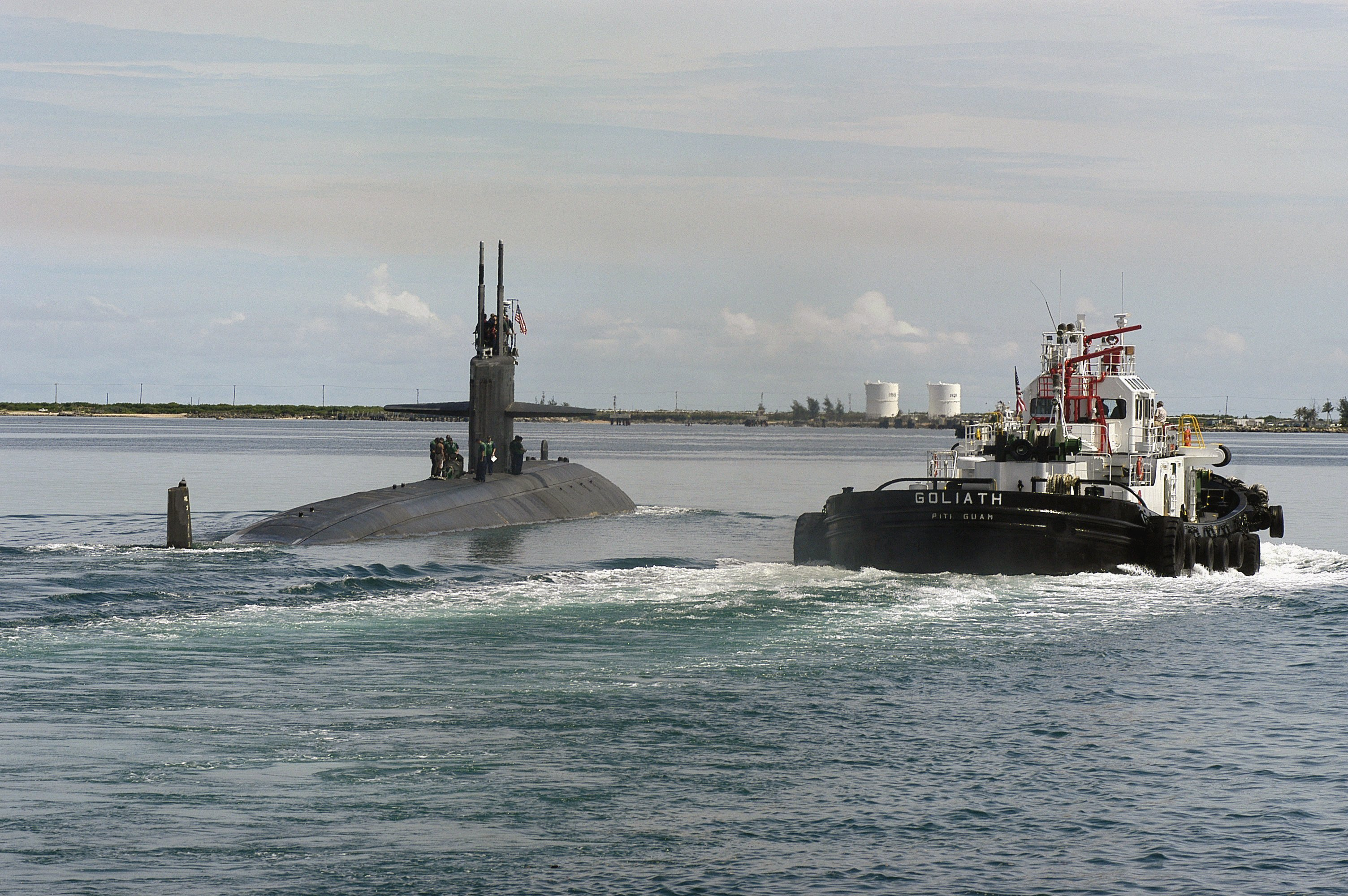
アプラ港内のアメリカ海軍潜水艦

アメリカ合衆国が全面的に防衛権を持つ。このために土地を収用することもできる。島の面積の1⁄3をアメリカ軍用地が占めている。グアム島は、日本列島および南西諸島、朝鮮半島、台湾、南沙諸島、フィリピン、インドネシア、オーストラリアとあらゆる場所に緊急展開できる戦略上の要地であり、アメリカ合衆国の準州でもあるので、西太平洋の礎石としてその価値を見出されてきた。また軍事施設があることからアメリカ政府からの補助金が入るほか、多くの雇用が生み出されている。
しかし、冷戦終結に伴って在グアム米海軍基地整理縮小計画が立てられ、1990年頃にはアメリカ海軍航空隊の基地がグアム国際空港からアンダーセン空軍基地に移設され、1997年9月には艦船修理施設（Ship Repair Facility）が海軍からグアム準州政府に移管されるなど1990年代は基地は縮小傾向にあった。
2000年、ジョージ・W・ブッシュ政権に変わって以降は、地球規模の米軍再編の影響で、世界戦略を見据えたグアム島の軍事拠点化を進めることになり、兵力の増強が順次実施されてきた。2004年には、グアム島周辺を調査した中国人民解放軍海軍の漢級原子力潜水艦が、行き帰りに日本の領海侵犯を行った漢級原子力潜水艦領海侵犯事件が発生した。
島の北部には、3,000m級の滑走路が2本あるアンダーセン空軍基地が存在する。ここには現在、常駐する戦闘機部隊は存在していないが、しばしば他基地の機体が飛来する。おもにB-52やB-2といった戦略爆撃機が配備されており、極東有事の際には、アメリカ本土やハワイなどから前線派遣された航空部隊の重要な出撃拠点になる。
島の西部には、アメリカ海軍も使用しているアプラ港があり、ロサンゼルス級原子力潜水艦が事実上の母港としており、将来的にはオハイオ級原子力潜水艦も配備される予定である。これらは第7艦隊隷下にある。
在日米軍再編の影響により、沖縄本島に駐屯しているアメリカ海兵隊7,000人がグアムに移駐する予定であり、キャンプ・フォスターから司令部も移転する予定である。移転先の新しい基地はキャンプ・ブラズであり、沖縄のアメリカ海兵隊が2024年から移転する予定となっている。この部隊の受け入れのための費用を日本国政府が59%負担することで、日米両政府が合意した。上記の基地移転には先住民の一部から反発が起きているが、かつてアメリカ軍基地が縮小された事で経済的に大きな打撃を受けたことや、アメリカからの補助金の増額も予想されるため、大半の住民は基地・観光による経済的観点から、容認もしくは賛同している。

## 主要な都市と町･村

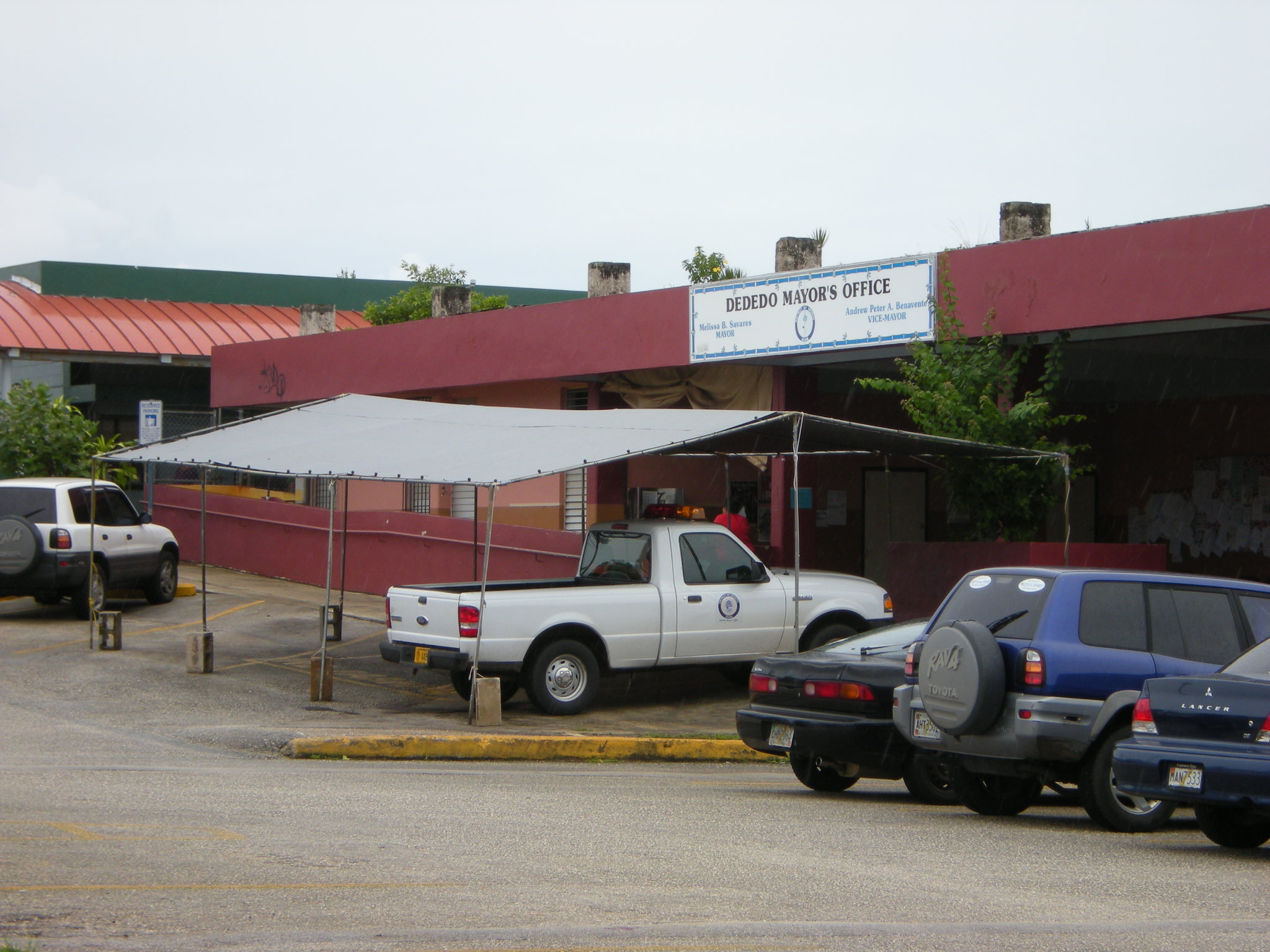
デデド
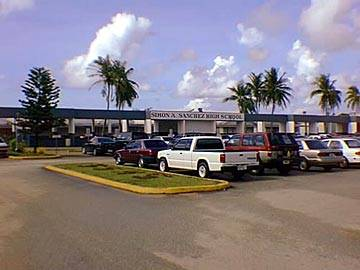
ジーゴ
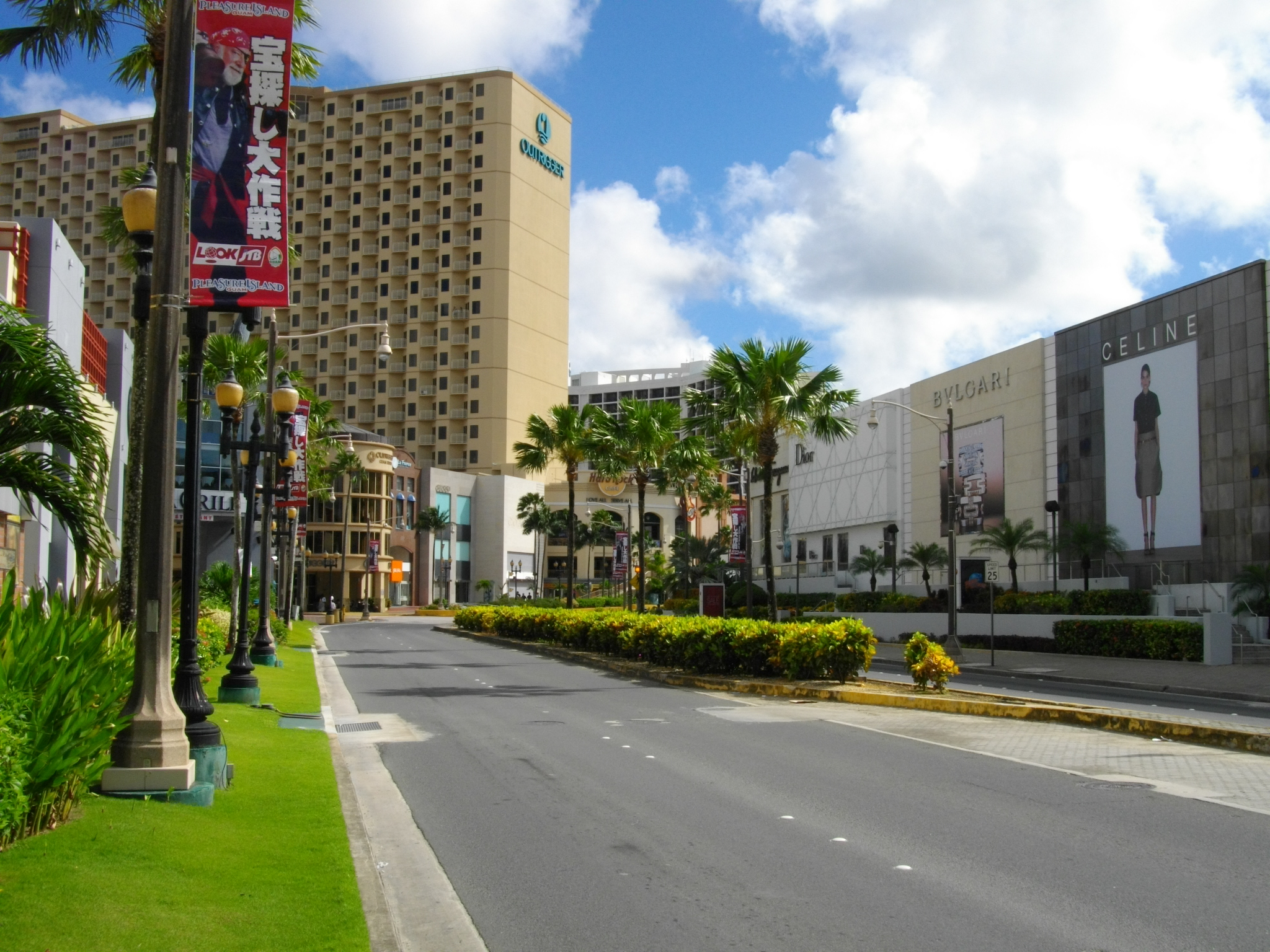
タムニン･タモン （経済の中心地）
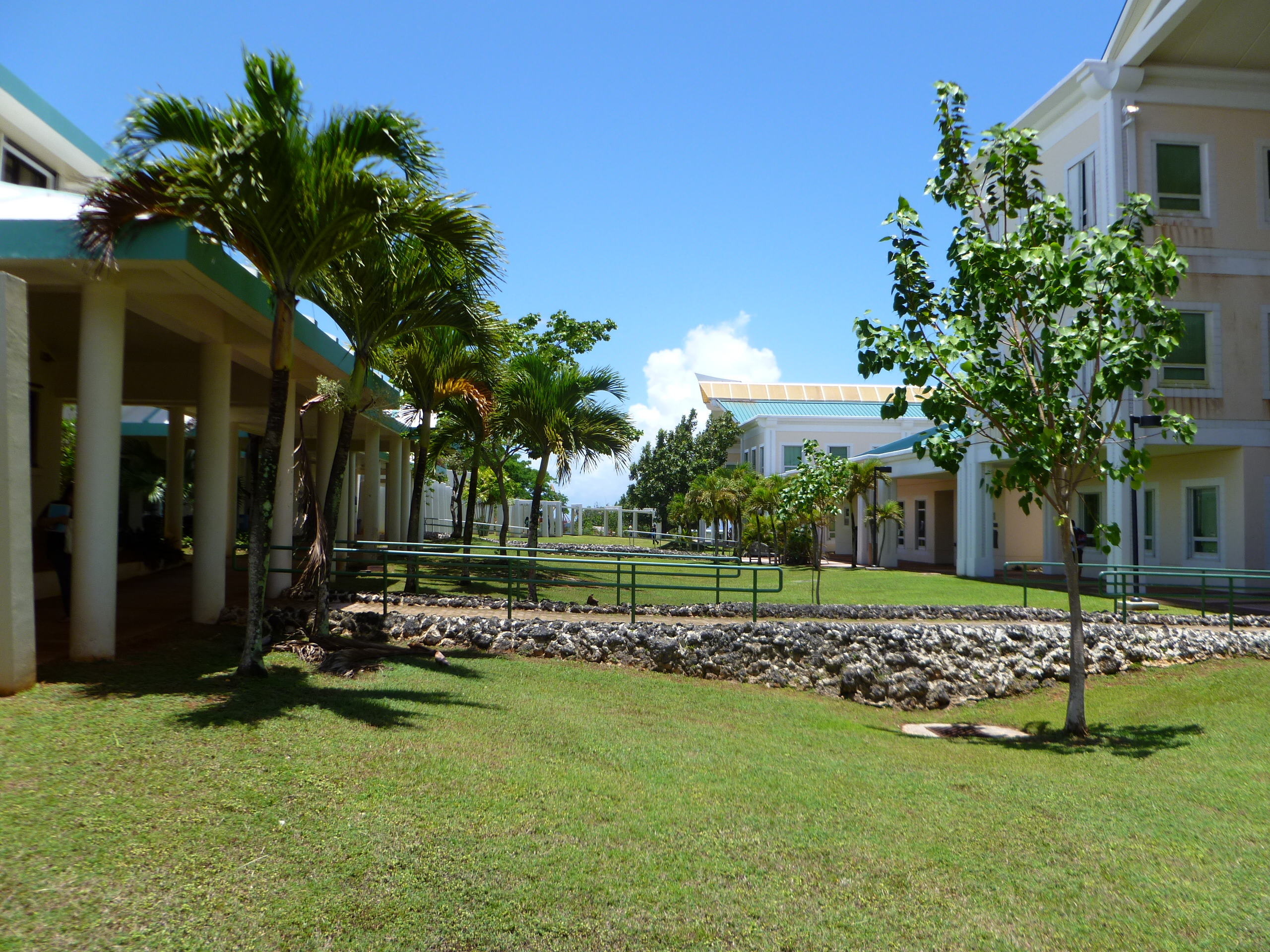
マンギラオ
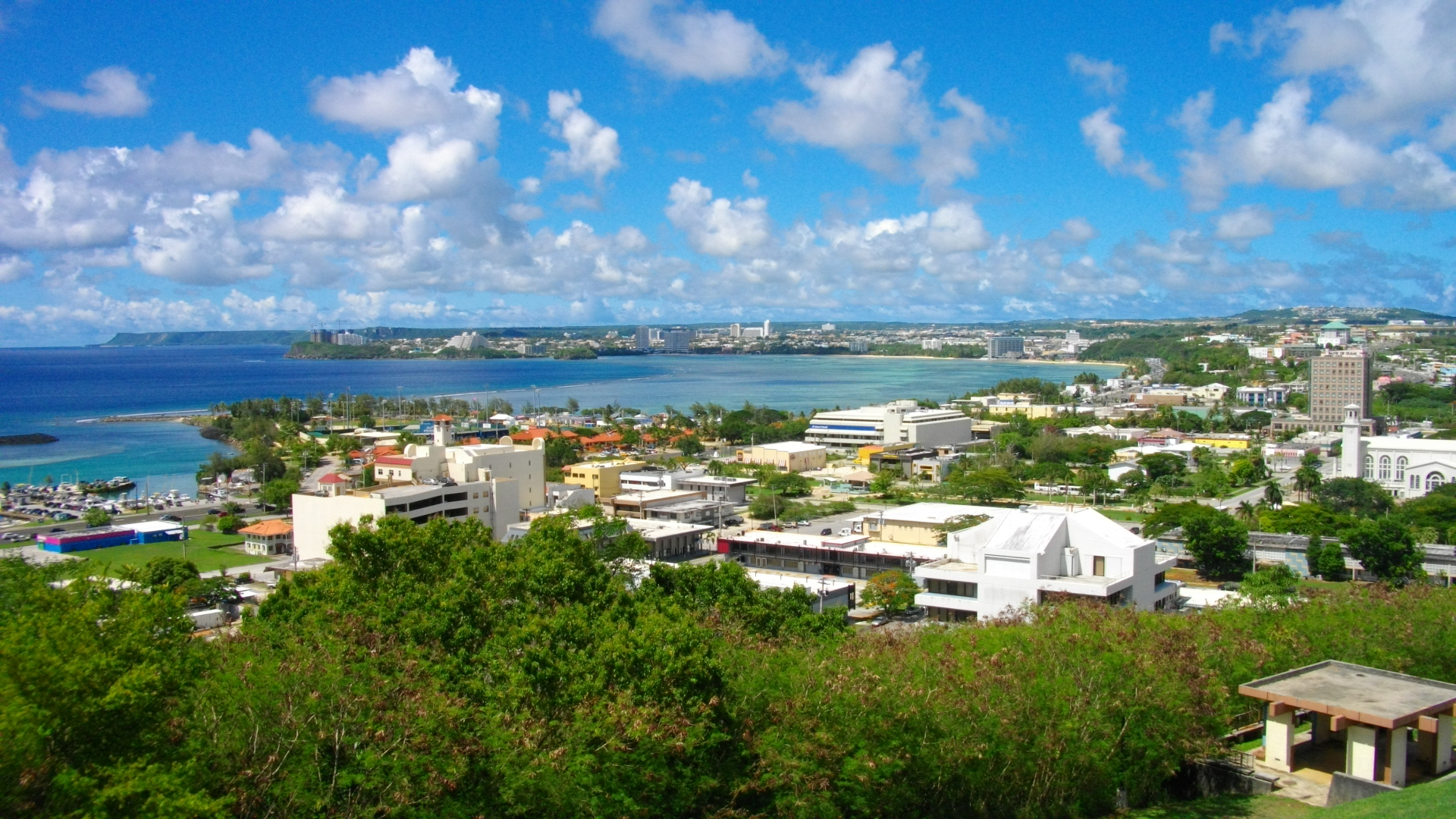
ハガニア （主都）

参照：グアムの都市一覧
| 順位 | 都市名                 | 人口（人） |
| ---- | ---------------------- | ---------- |
| 1    | デデド                 | 46,000     |
| 2    | ジーゴ                 | 25,039     |
| 3    | タムニン（タモン）     | 18,012     |
| 4    | マンギラオ             | 15,191     |
| 5    | バリガダ               | 8,652      |
| 6    | モンモン・トト・マイテ | 6,825      |
| 7    | チャラン・パゴ・オルド | 6,822      |
| 8    | ジョーニャ             | 6,480      |
| 9    | サンタ・リタ           | 6,084      |
| 10   | アガット               | 4,917      |
| 11   | アガニャ・ハイツ       | 3,808      |
| 12   | タロフォフォ           | 3,050      |
| 13   | シナハニャ             | 2,592      |
| 14   | イナラハン             | 2,273      |
| 15   | アサン・マイナ         | 2,137      |
| 16   | メリッソ               | 1,850      |
| 17   | ピティ                 | 1,454      |
| 18   | ハガニア（主都）       | 1,051      |
| 19   | ウマタック             | 782        |

- デデド
- ジーゴ
- タムニン･タモン
（経済の中心地）
- マンギラオ
- ハガニア
（主都）

## 経済
観光業、農業、漁業が主要な経済基盤で、1980年代前半までアメリカ軍への依存度が高かったが、冷戦終結によるアメリカ軍基地の縮小に伴い、近年は観光業が産業の大部分を占め、島民の約60%が観光業に従事している。

### 観光

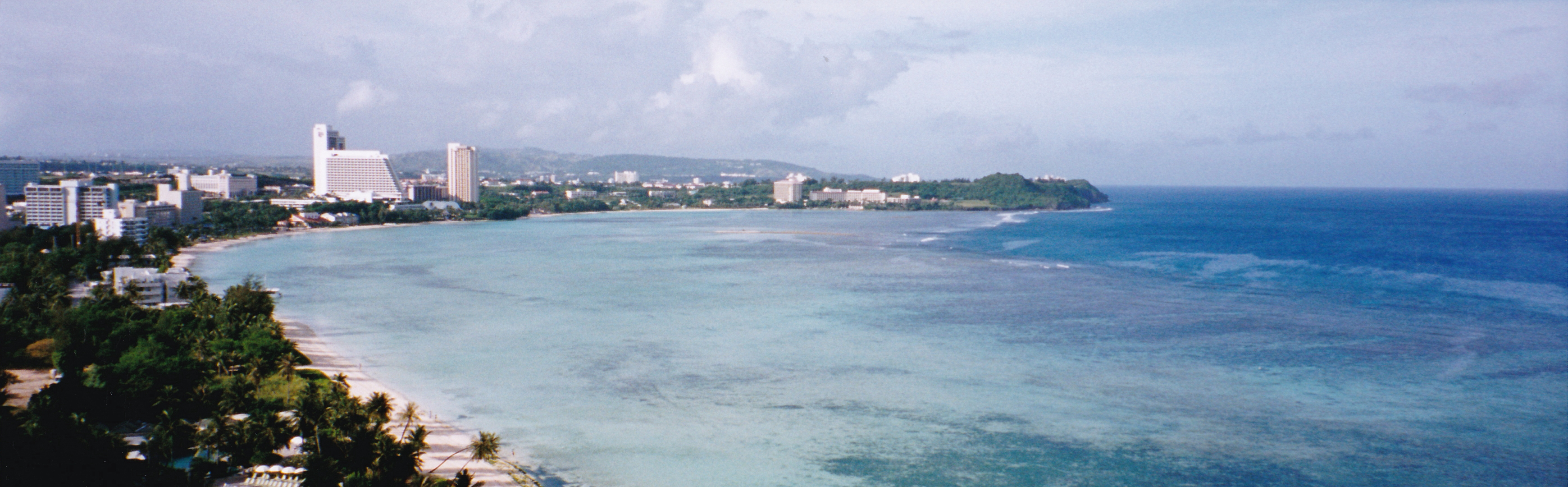
タモン湾を一望（2000年11月）

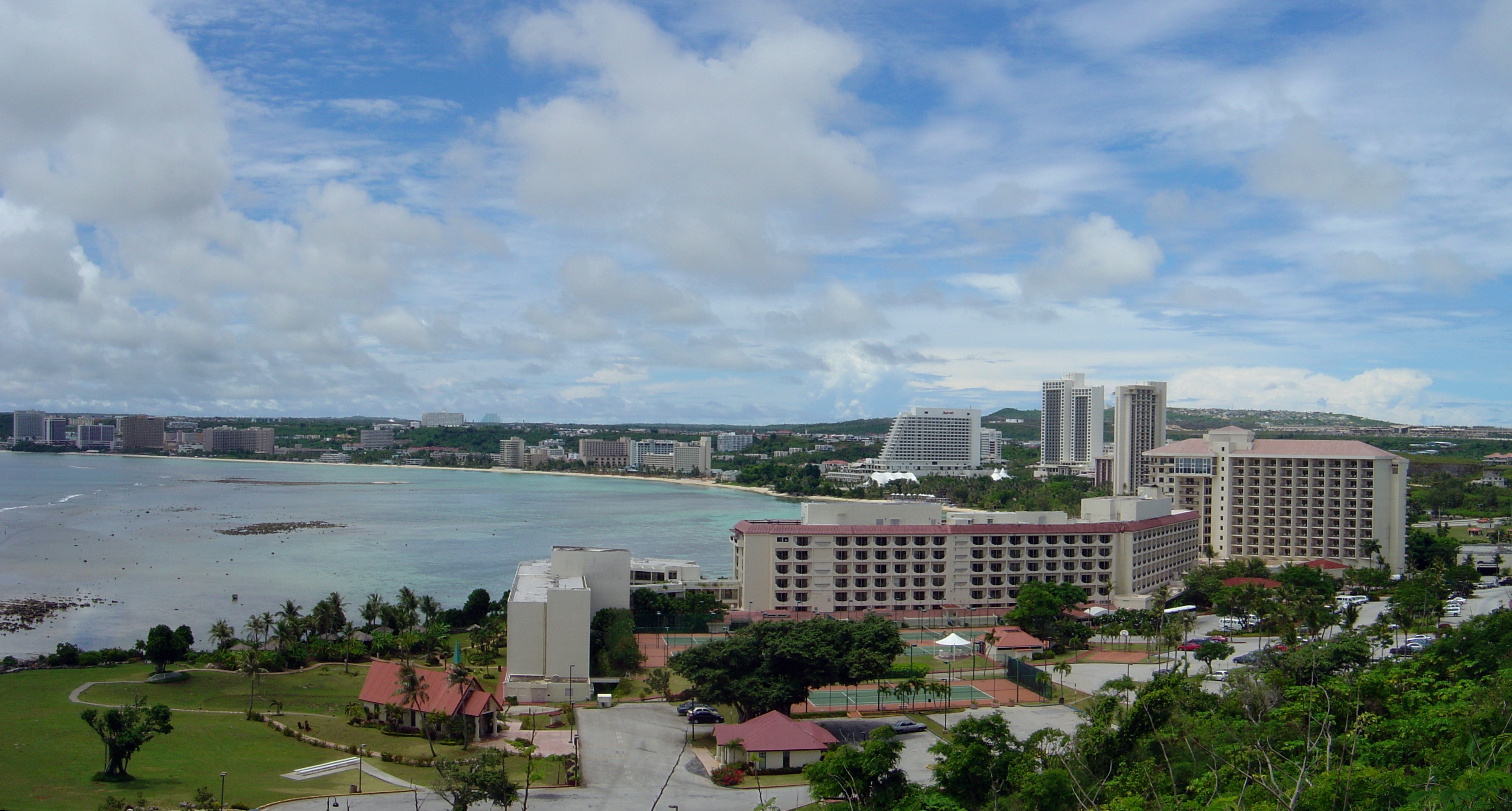
タモン湾

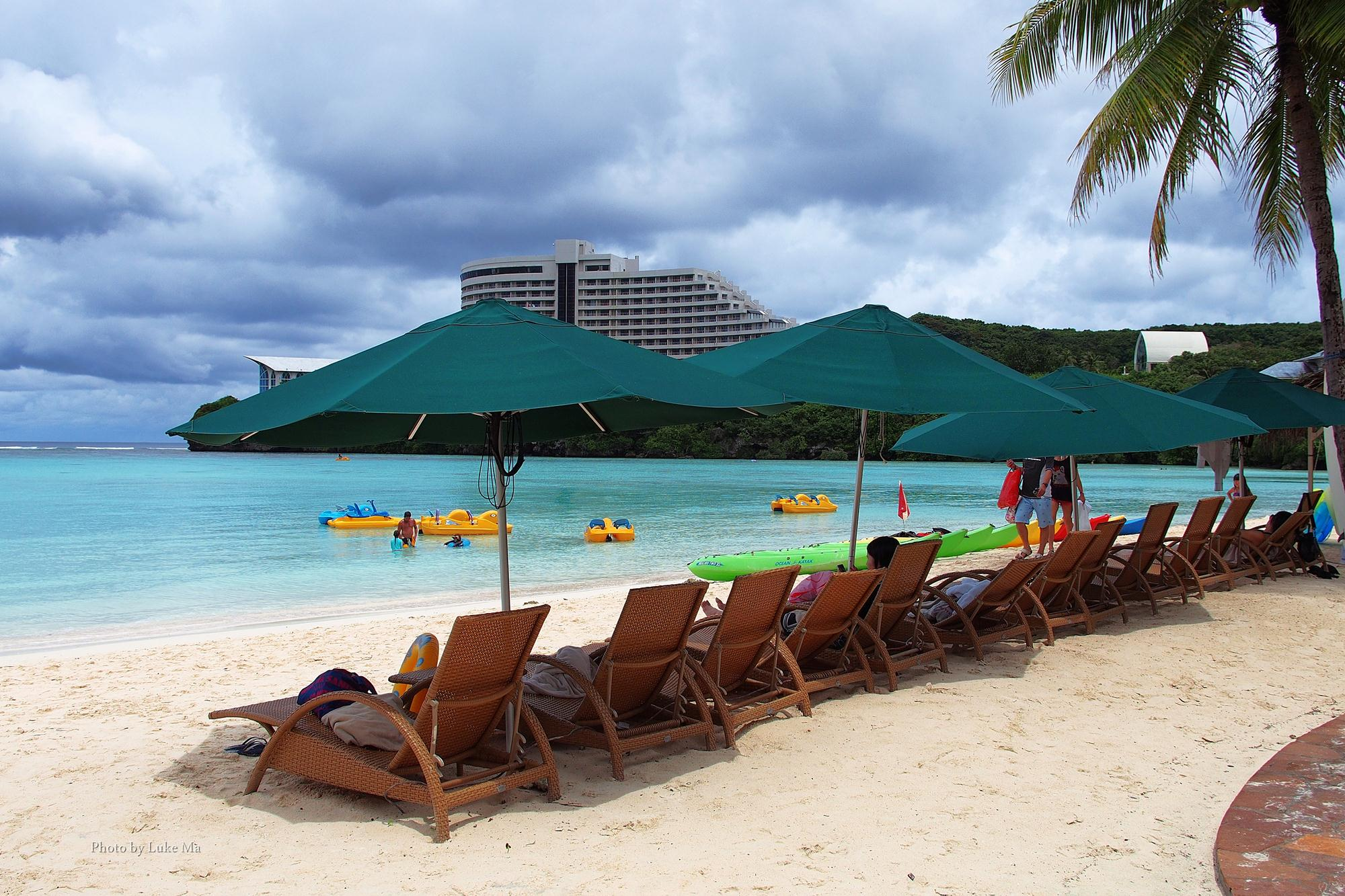
タモン湾のホテル・ニッコー・グアム

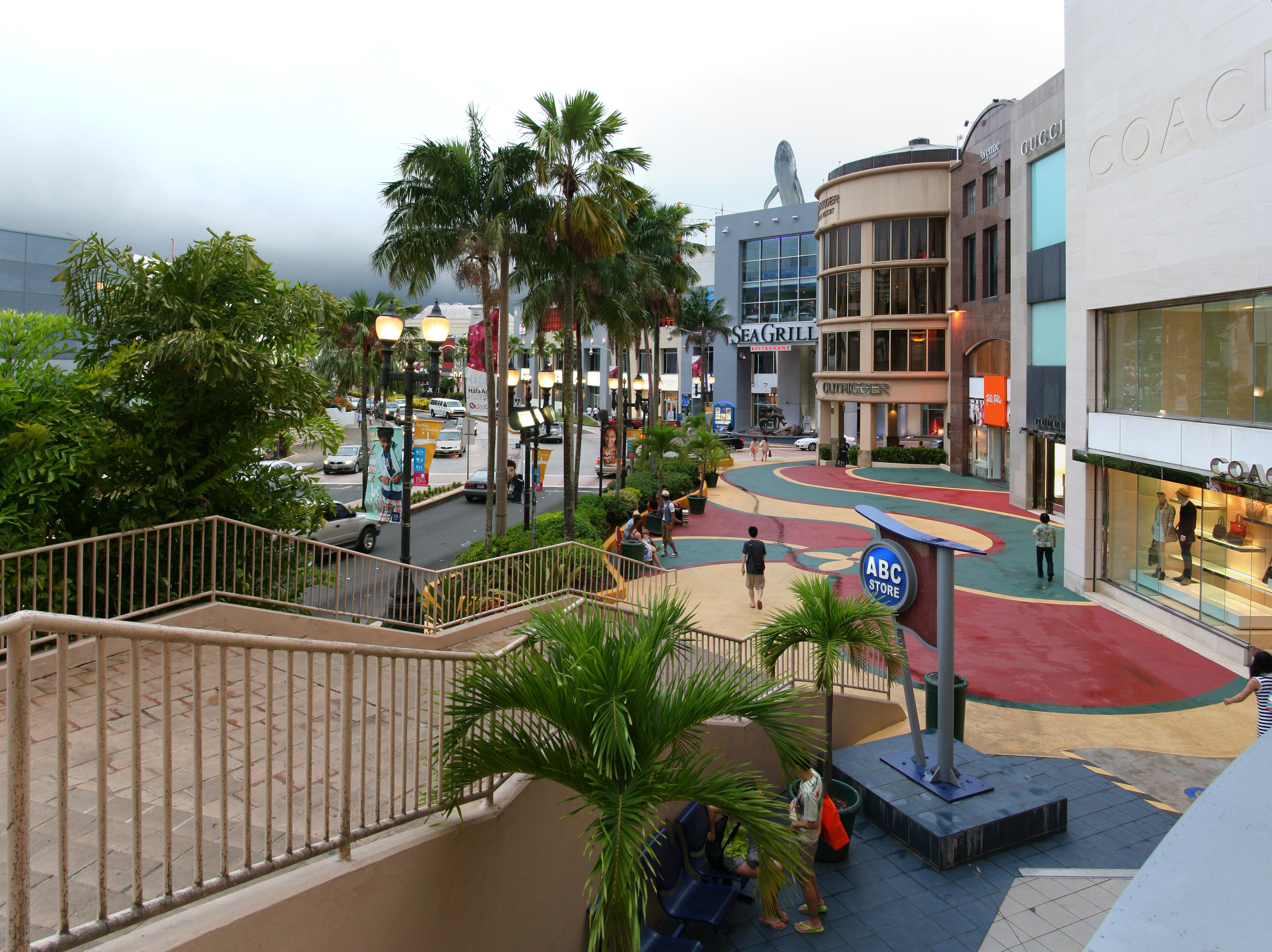
タムニンのショッピングアーケード

観光産業は年間100万人以上の観光客が訪れる、第二次世界大戦後から現在に至るまでグアムの最大の産業である。なお、本土から数千キロの距離があり、さらに直行便が設定されていないアメリカ本土からの観光客よりも、日本や韓国などのアジア各国からの観光客の方が多い。アメリカへのビザで行けてアジアとの時差が少ないことが強みとなっている。
通貨はアメリカ合衆国ドル（USドル）。但し日用品や土産等の購入に関して少額（おおよそ100ドルを目途）の場合、主要顧客である日本人観光客に対する便宜として日本円を受け入れる店舗が多い。
1960年代にパンアメリカン航空の、1970年代に日本航空の直行便が開設されて以降、東京や名古屋、大阪などの主要都市から約3-4時間で訪れることのできる日本からの観光客が多くを占めていたが、バブル景気後に日本人観光客の海外渡航先が多様化し、そのピークは1990年代後半で、2000年代に入ってからは減少した。
2017年5月時点でグアムに訪れる観光客数は日本人48,000人、それに対し韓国人52,000人となっている。しかし2017年には北朝鮮によるミサイル発射実験でグアム周辺を包囲射撃する作戦計画を検討していたこともあり、例年の4割程まで減った。
タモンエリアを中心に、欧米の大手ホテルチェーンが進出しているほか、ホテル・ニッコー・グアムやレオパレスリゾート・グアムなどの日系のホテルも多い。また観光客向けのショッピングモールや免税店、大型スーパーマーケットやレストランも多い。近年は特に和食料理店など、日本の外食企業の参入も多く見られる傾向にある。

#### 主なホテル
- ホテル・ニッコー・グアム
- レオパレスリゾート・グアム
- ヒルトン・グアム
- ウェスティン・グアム
- パシフィックアイランドクラブ
- デュシット　ビーチリゾートグアム　（旧アウトリガー・グアム・ビーチ・リゾート）
- ハイアット・リージェンシー・グアム
- デシュタニホテル・グアム

### 軍事
アメリカ軍の基地に関連する産業とアメリカ政府から支払われる補助金は大きな収入源となっている。
冷戦終結により減少していたが、2024年からの基地再編計画により増額が見込まれている。

### マグロ産業

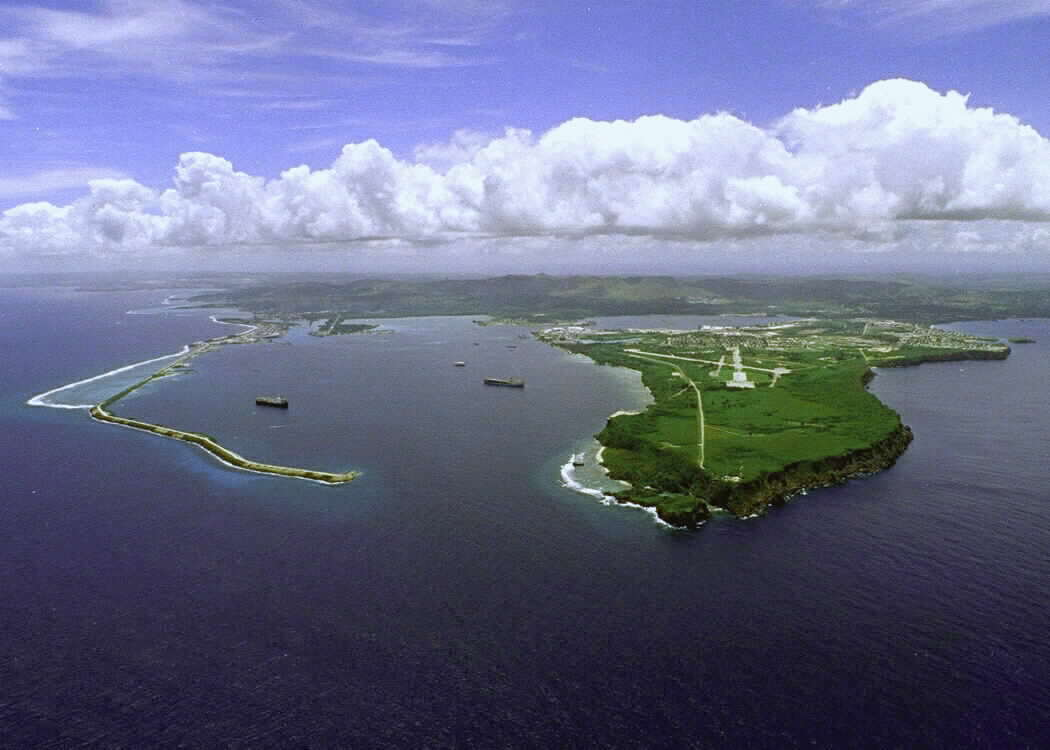
アプラ港

『ミクロネシア』1997年4月号によれば、ミクロネシアの要所であるグアムは1980年代以降はマグロの転載業でも知られている。ただし、グアム周辺水域においてマグロ資源に恵まれている訳ではなく、大消費地である日本、およびアメリカ本土への航空貨物直行便がありアクセスに恵まれていることや、漁船の修理施設、乗組員の休養施設、金融サービス機関が整っていることが挙げられる。従って他のミクロネシア水域で漁獲されたマグロ類はアプラ港で水揚げされ、主に日本本土に空輸されている。漁獲を実施しているのは1990年代においては台湾籍船が最も多く、次いで日本籍船であった。
問題はグアム周辺の排他的経済水域内の開発である。アメリカ本国は1978年4月にマグナソン漁業保存管理法によりアメリカの200海里水域内での他国漁船の操業を禁止した。そのため、グアムはパラオやマーシャル諸島に比較し、資源開発で遅れをとった。1980年初頭、グアム準州政府はグアム200海里を法制化する中、外国漁船に200海里水域内での操業許可を与えようとしたが、実現しなかった。その後本格化したコモンウェルス昇格運動の背景にも、200海里内における管轄権を本国政府から入手したいという意向があり、1988年に提出したコモンウェルス法案にも経済水域問題が重要事項として謳われている。その後、本国へのロビー活動などの結果、1996年10月11日にマグナソン法の改正案が公布（Public Law 104-297）された。これは、国務省への申請、入漁料の徴収などを通じて他国漁船への漁業参加を認める内容であった。
経済水域内の取り締まりは沿岸警備隊と商務省国家海洋漁業局（National Marine Fisheries Service）が実施している。1997年に海軍は艦船修理施設をグアム準州政府に移管したが、この跡地を活用してアプラ港の総合開発計画が立てられ、漁業基地の強化を狙った内容となっていた。このような努力は周辺諸国も行っており、ミクロネシア水域のマグロ産業規模に比較して従来4～5%程度しか得ることの出来なかった見返りを自主的に漁業を拡大することで移行を図る動きがある。2000年代に入っても、中西部太平洋まぐろ類委員会（WCPFC）をグアムなどで開催し漁業資源の管理と多国間交渉に努力がなされている。

## 島内のインフラ

### 通信
グアムは2025年現在、以下の主な3社の携帯電話事業者が存在しています。
- 1.ドコモ パシフィック（Docomo Pacific） NTTドコモが2006年にグアムセルラーとグアムワイヤレス（HafaTel）を買収・統合し、2008年に現社名へ。[20][21]  3G（UMTS/HSDPA）、LTE（2012年10月〜）および2019年より5G環境整備開始（Open Lab 、2020年に商用5G提供開始）[22]
- 2.GTA Teleguam（GTA） GTAもGSM〜UMTS〜LTE〜5Gを展開しており、地域の主要事業者として稼動中。[23]
- 3.IT&E Guam  PTI Pacifica傘下で、GSM/UMTS/LTEを提供しており、統合によって現在もサービスを継続 。[24]

過去のPulse MobileやChoice Phoneなどは、既にこれら3社に吸収・統合されている。

### 医療
アメリカ本土と比較しても医療体制が脆弱であり、2019年の新型コロナウイルス感染症発生時には、大病院が公立、私立、海軍の病院しかないが海軍の病院は関係者専用であることから実質2箇所であること、集中治療室が少なく体外式膜型人工肺を扱える医師が島内にいないことが問題となった。

## 教育

### 大学
- グアム大学
- Guam Community College
- Pacific Islands University

### 高等学校
- Father Duenas Memorial School（FD）（男子校）(マンギラオ)
- George Washington High School (マンギラオ)
- DoDEA Guam High School
- Saint Paul Christian School
- John F. Kennedy High School
- Simon Sanchez High School (ジーゴ)
- Southern High School (サンタ・リタ)
- J.P. Torres Alternative School (サンタ・アガニア)
- Notre Dame High School, Inc.(タロフォフォ)

### 学区
- Guam Department of Education

### 日本人学校
- グアム日本人学校 (Japanese School of Guam) - マンギラオ　グアム大学近く (Mangilao)[26]

## 交通

### 港と空港
現在、グアムへの訪島手段として飛行機と船舶がある。飛行場はグアム国際空港、港はアプラ港を利用することが多い。アプラ港はミクロネシア最大の港である。
グアム国際空港は1964年より民間供用が開始され、以前は飛行艇で乗り入れていたパンアメリカン航空やコンチネンタル航空、ノースウェスト航空が就航を開始した。1967年にはパンアメリカン航空が東京国際空港との路線を開設し、1970年には初の外国航空会社として日本航空が東京国際空港との路線を開設した。
2024年現在、日本からは日本航空が成田国際空港、ユナイテッド航空が成田・羽田・中部国際空港・関西・福岡空港からそれぞれ乗り入れている。
また、2020年代一時期韓国系LCCが日本との航空協定で以遠権行使して韓国から関西などを経由して運航していたが、COVID-19流行による運休後再開時には直行便化されている。
日本以外では、ホノルルや仁川、マニラやコロール、サイパンなどへの直行便がある。

### バス

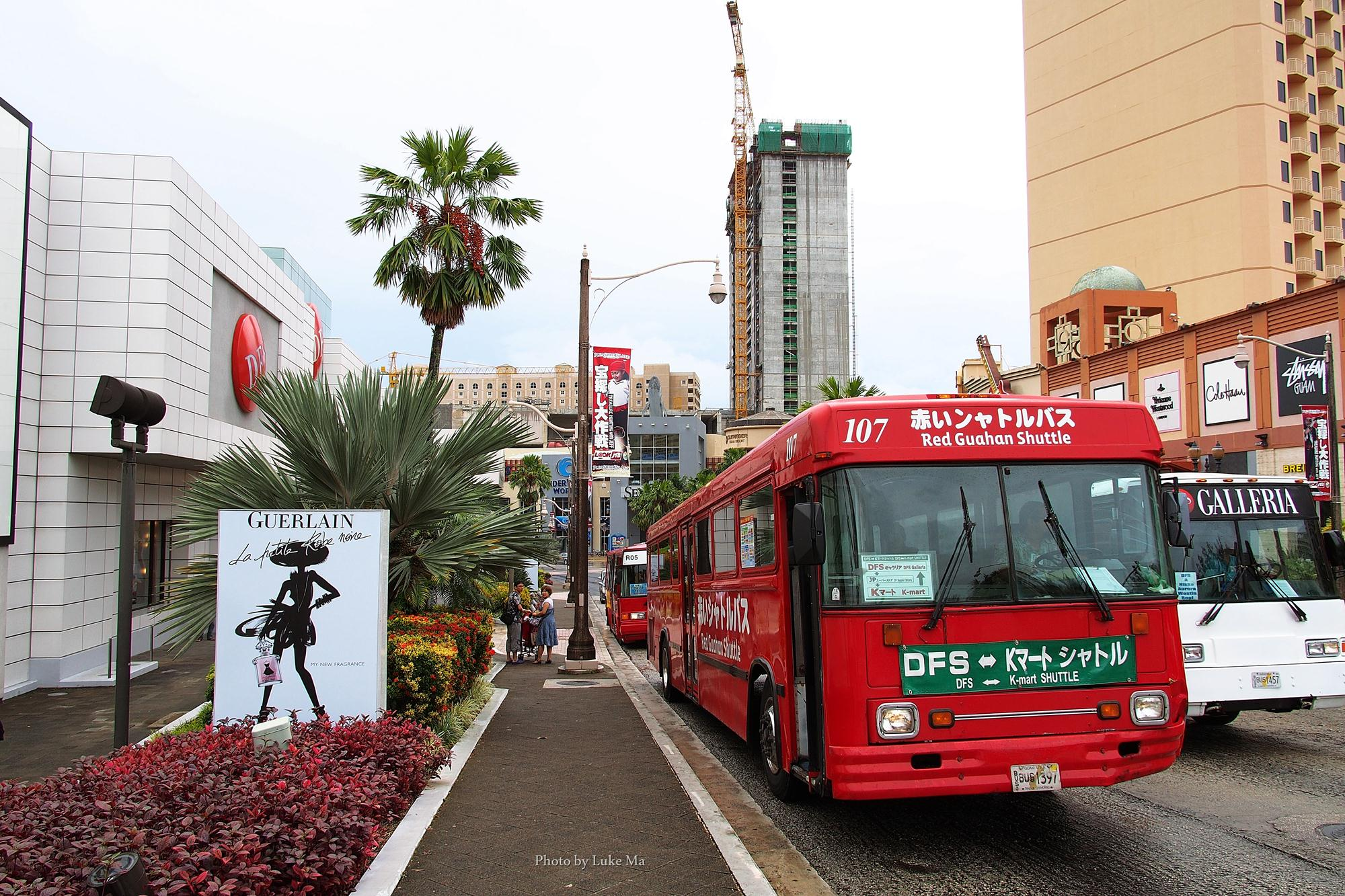
シャトルバス

島内の交通機関はバスやタクシーのみで、鉄道や路面電車などはない。また州間高速道路（インターステート・ハイウェイ）は存在しない。
バスは、観光地をまわるトロリーバスなどを運行しているグレイラインバスや「ショッピングセンター」はDFSギャラリア、マイクロネシアモール、グアム・プレミア・アウトレットや小規模なものではタモンサンズプラザなどがありホテル、旅行会社が運行するザ・ショッピングバス、シャトルバスを運行するアイバスなどがある。
サイパン島と同様に、島内では九州産業交通の現地法人であるグアム産交が貸切バス事業を行なっていたが、九州産業交通の産業再生機構活用による事業再編の一環として売却されている。
観光客による島内移動にはレンタカーが多用されており、空港やホテル内などに事務所がある。また日本人観光客向けに、日本のレンタカー会社の店舗が複数存在する。　

## 文化

### 民族・人種・出自構成
- チャモロ人：47%
- フィリピン系：25%
- 他の太平洋諸島（ミクロネシア連邦、パラオ）、アジア（日本、韓国、中国、ベトナム）：10%

### 言語
公用語は英語、チャモロ語。フィリピン系も多く、タガログ語も使用される。

### 芸術

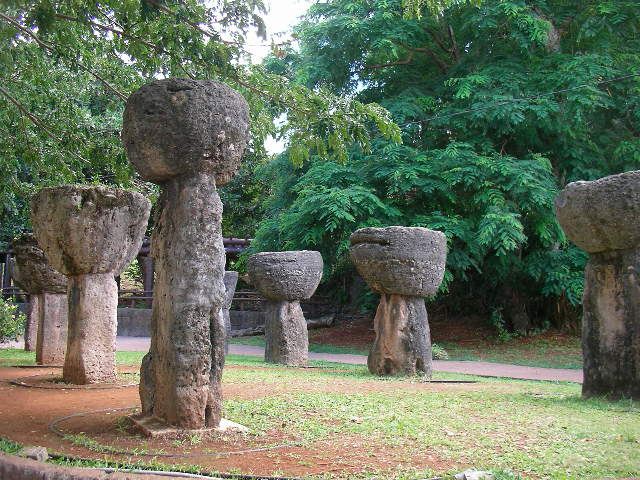
ラッテ・ストーン。使用用途は解明されていないが、建築物の土台という見方が有力。

- グアムの創生にかかわる物語「プンタンとフウナの物語」があり、幼稚園では歌遊びで、小・中学校ではチャモロ語学習やチャモロダンスで学習する[27]。
- 伝統的な文化としてチャモロ文化がある。踊りではミクロネシアダンスが有名。
- グアムの芸術や文化に関する機関として「グアム芸術文化省」（Kaha）がある。
- ミクロネシア連邦のチューク州のプルワット環礁との結びつきが強く、プルワット出身の航法師が伝統的な航海カヌーによる航海術を教えている。
- グアムの高校や大学で教育を受けるために、ミクロネシア各地から学生・生徒が集まってくる。

### 食文化

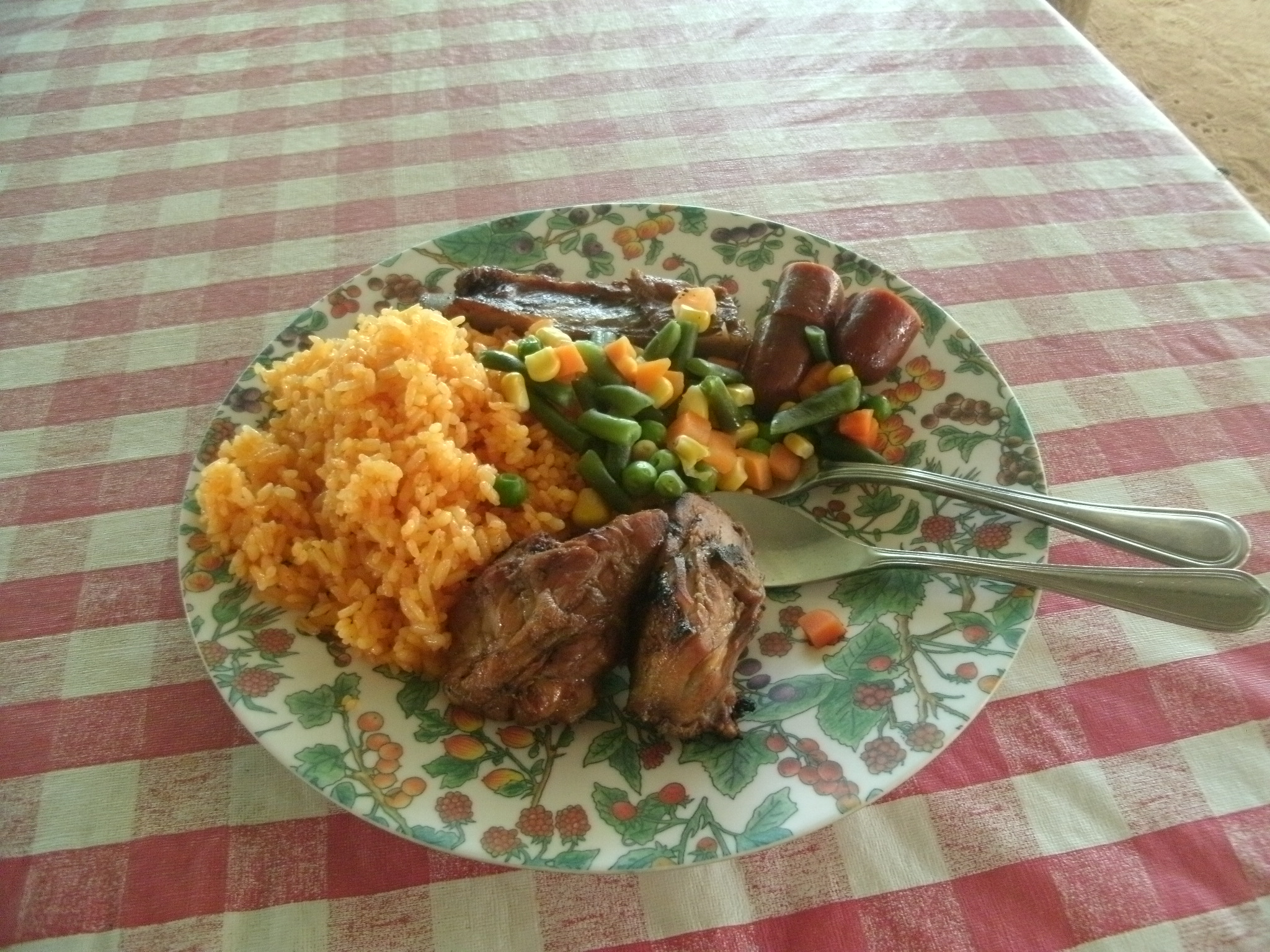
チャモロ式バーベキュー

グアムに伝わる伝統料理にチャモロ料理がある。スペイン、アメリカ、日本、東南アジアなど、色々な国の文化の影響を受けて生まれた。ココナツ、赤唐辛子、醤油、酢、玉ねぎ、レモン汁、砂糖などがよく使われ、甘さ・辛さ・酸っぱさのいずれかが強い味が特徴。

## スポーツ
1990年にグアムサッカーリーグが創設されている。グアム・シップヤードがリーグ最多となる9度の優勝を数える。グアムサッカー協会 (GFA)はオセアニアや北中米カリブではなく、アジアサッカー連盟 (AFC)に属している。サッカーグアム代表は、これまでFIFAワールドカップやAFCアジアカップには未出場である。

## 対外関係

### 日本との姉妹自治体･提携自治体
姉妹都市
- 対馬市（日本国 長崎県）
  - 1977年（昭和52年） 姉妹島縁組により締結

提携都市
- 柏市（日本国 千葉県）
  - グアムとの交流は、柏まつりを通じて始まり、ミス柏に副賞としてグアム旅行が贈られ、1985年（昭和60年）からは、ミス・グアム及びグアム政府観光局代表が柏まつりに参加するようになった。その後、柏グリーン・ライオンズクラブとグアムマリアナス・ライオンズクラブが1990年（平成2年）2月姉妹クラブを結び、青少年交流派遣を実施するなど、交流が深まった。こうした経過を経て、1991年（平成3年）5月、柏市とグアム政府の親善提携を求める陳情書が提出され、1991年（平成3年）6月定例市議会で採択。柏市長が同年7月、グアム知事に書簡で親善提携を申し入れたところ、同知事も快諾、友好都市提携が決定。1991年（平成3年）11月30日、グアムにて友好都市提携の調印を行った。
- 岡山市（日本国 岡山県）
  - 2010年（平成22年）8月22日 1998年3月に岡山グアム間が空路で結ばれたことを契機として、民間交流が盛んとなったことからパートナーシップ連携協定を締結。なお2015年2月から岡山－グアム線を運休している[30][31]。